# The Best FIFA Football Awards 2023
I The Best FIFA Football Awards 2023 si sono svolti il 15 gennaio 2024 a Londra.

## Premi

### The Best FIFA Men's Player
| Posizione       | Nome                   | Club                              | Nazionalità | Punti |
| --------------- | ---------------------- | --------------------------------- | ----------- | ----- |
| 1               | Lionel Messi           | Paris Saint-Germain / Inter Miami | Argentina   | 48    |
| 2               | Erling Haaland         | Manchester City                   | Norvegia    | 48    |
| 3               | Kylian Mbappé          | Paris Saint-Germain               | Francia     | 35    |
| Altri candidati |                        |                                   |             |       |
| 4               | Kevin De Bruyne        | Manchester City                   | Belgio      | 32    |
| 5               | Victor Osimhen         | Napoli                            | Nigeria     | 24    |
| 6               | Rodri                  | Manchester City                   | Spagna      | 24    |
| 7               | Julián Álvarez         | Manchester City                   | Argentina   | 21    |
| 8               | Bernardo Silva         | Manchester City                   | Portogallo  | 18    |
| 9               | İlkay Gündoğan         | Manchester City / Barcellona      | Germania    | 13    |
| 10              | Khvicha K'varatskhelia | Napoli                            | Georgia     | 7     |
| 11              | Marcelo Brozović       | Inter / Al-Nassr                  | Croazia     | 7     |
| 12              | Declan Rice            | West Ham Utd / Arsenal            | Inghilterra | 1     |

### The Best FIFA Goalkeeper
| Posizione       | Nome                  | Club                   | Nazionalità | Punti |
| --------------- | --------------------- | ---------------------- | ----------- | ----- |
| 1               | Ederson               | Manchester City        | Brasile     | 23    |
| 2               | Thibaut Courtois      | Real Madrid            | Belgio      | 20    |
| 3               | Yassine Bounou        | Siviglia / Al-Hilal    | Marocco     | 16    |
| Altri candidati |                       |                        |             |       |
| 4               | Marc-André ter Stegen | Barcellona             | Germania    | 8     |
| 5               | André Onana           | Inter / Manchester Utd | Camerun     | 5     |

### The Best FIFA Men's Coach
| Posizione       | Nome              | Squadra            | Punti |
| --------------- | ----------------- | ------------------ | ----- |
| 1               | Josep Guardiola   | Manchester City    | 28    |
| 2               | Luciano Spalletti | Napoli / Italia    | 18    |
| 3               | Simone Inzaghi    | Inter              | 11    |
| Altri candidati |                   |                    |       |
| 4               | Xavi              | Barcellona         | 11    |
| 5               | Ange Postecoglou  | Celtic / Tottenham | 4     |

### The Best FIFA Women's Player
| Posizione       | Nome             | Club                         | Nazionalità | Punti |
| --------------- | ---------------- | ---------------------------- | ----------- | ----- |
| 1               | Aitana Bonmatí   | Barcellona                   | Spagna      | 52    |
| 2               | Linda Caicedo    | Deportivo Cali / Real Madrid | Colombia    | 40    |
| 3               | Jennifer Hermoso | Pachuca                      | Spagna      | 36    |
| Altre candidate |                  |                              |             |       |
| 4               | Salma Paralluelo | Barcellona                   | Spagna      | 32    |
| 5               | Samantha Kerr    | Chelsea                      | Australia   | 32    |
| 6               | Lauren James     | Chelsea                      | Inghilterra | 18    |
| 7               | Rachel Daly      | Aston Villa                  | Inghilterra | 15    |
| 8               | Hinata Miyazawa  | Mynavi Sendai                | Giappone    | 13    |
| 9               | Keira Walsh      | Manchester City / Barcellona | Inghilterra | 11    |
| 10              | Kadidiatou Diani | Paris Saint-Germain          | Francia     | 10    |
| 11              | María Pilar León | Barcellona                   | Spagna      | 10    |
| 12              | Alex Greenwood   | Manchester City              | Inghilterra | 5     |
| 13              | Lindsey Horan    | Olympique Lione              | Stati Uniti | 2     |
| 14              | Mary Fowler      | Manchester City              | Australia   | 0     |
| 15              | Amanda Ilestedt  | Paris Saint-Germain          | Svezia      | 0     |
| 16              | Caitlin Foord    | Arsenal                      | Australia   | 0     |

### The Best FIFA Women's Goalkeeper
| Posizione       | Nome              | Club              | Nazionalità | Punti |
| --------------- | ----------------- | ----------------- | ----------- | ----- |
| 1               | Mary Earps        | Manchester United | Inghilterra | 28    |
| 2               | Catalina Coll     | Barcellona        | Spagna      | 14    |
| 3               | Mackenzie Arnold  | West Ham          | Australia   | 12    |
| Altre candidate |                   |                   |             |       |
| 4               | Zećira Mušović    | Chelsea           | Svezia      | 10    |
| 5               | Sandra Paños      | Barcellona        | Spagna      | 5     |
| 6               | Christiane Endler | Olympique Lione   | Cile        | 2     |
| 7               | Ann-Katrin Berger | Chelsea           | Germania    | 1     |

### The Best FIFA Women's Coach
| Posizione       | Nome              | Squadra     | Punti       |
| I finalisti     | I finalisti       | I finalisti | I finalisti |
| --------------- | ----------------- | ----------- | ----------- |
| 1               | Sarina Wiegman    | Inghilterra | 28          |
| 2               | Emma Hayes        | Chelsea     | 18          |
| 3               | Jonatan Giráldez  | Barcellona  | 14          |
| Altri candidati |                   |             |             |
| 4               | Peter Gerhardsson | Svezia      | 7           |
| 5               | Tony Gustavsson   | Australia   | 5           |

### FIFA Fair Play Award
| Vincitore                       | Motivazione |
| ------------------------------- | --- |
| Nazionale di calcio del Brasile | Per aver indossato una maglia tutta nera nell'amichevole contro la Guinea nel giugno 2023, come gesto di anti-razzismo. |

### FIFA Puskás Award
| Posizione | Giocatore         | Incontro                         | Competizione                       | Data           | Punti |
| --------- | ----------------- | -------------------------------- | ---------------------------------- | -------------- | ----- |
| 1         | Guilherme Madruga | Botafogo-SP-Grêmio Novorizontino | Campeonato Brasileiro Série B 2023 | 27 giugno 2023 | 22    |
| 2         | Nuno Santos       | Sporting Lisbona-Boavista        | Primeira Liga 2022-2023            | 12 marzo 2023  | 18    |
| 3         | Julio Enciso      | Brighton-Manchester City         | Premier League 2022-2023           | 24 maggio 2023 | 17    |

### FIFA Fan Award
| Posizione | Tifosi                | Voti    |
| --------- | --------------------- | ------- |
| 1         | Tifosi del Colón (SF) | 264,591 |
| 2         | Miguel Angel          | 253,167 |
| 3         | Fran Hurndall         | 206,553 |

### The Best FIFA Special Award
| Giocatore | Motivazione                                |
| --------- | ------------------------------------------ |
| Marta     | Per il suo contributo al calcio femminile. |

### FIFA FIFPro World11

#### FIFA FIFPro Men's World11
| Nome             | Club di appartenenza              |
| Portiere         | Portiere                          |
| ---------------- | --------------------------------- |
| Thibaut Courtois | Real Madrid                       |
| Difensori        |                                   |
| Kyle Walker      | Manchester City                   |
| Rúben Dias       | Manchester City                   |
| John Stones      | Manchester City                   |
| Centrocampisti   |                                   |
| Bernardo Silva   | Manchester City                   |
| Kevin De Bruyne  | Manchester City                   |
| Jude Bellingham  | Borussia Dortmund / Real Madrid   |
| Attaccanti       |                                   |
| Vinícius Júnior  | Real Madrid                       |
| Erling Haaland   | Manchester City                   |
| Kylian Mbappé    | Paris Saint-Germain               |
| Lionel Messi     | Paris Saint-Germain / Inter Miami |

#### FIFA FIFPro Women's World11
| Nome           | Club di appartenenza        |
| Portiere       | Portiere                    |
| -------------- | --------------------------- |
| Mary Earps     | Manchester United           |
| Difensori      |                             |
| Lucy Bronze    | Barcellona                  |
| Olga Carmona   | Real Madrid                 |
| Alex Greenwood | Manchester City             |
| Centrocampisti |                             |
| Aitana Bonmatí | Barcellona                  |
| Ella Toone     | Manchester United           |
| Keira Walsh    | Barcellona                  |
| Attaccanti     |                             |
| Lauren James   | Chelsea                     |
| Samantha Kerr  | Chelsea                     |
| Alex Morgan    | San Diego Wave              |
| Alessia Russo  | Manchester United / Arsenal |